# Ungoofaaru
Ungoofaaru (Dhivehi: އުނގޫފާރު) est une ville des Maldives, de la subdivision Raa dont elle constitue la localité la plus importante avec 1 572 habitants. Ceux-ci sont répartis sur une superficie de seulement 0,281 km2, soit une densité de 5 594 hab./km2.
La ville se trouve à environ 173 km de la capitale Malé.
Après le tsunami de 2004, les habitants de l'île sinistrée de  Kandholhudhoo furent temporairement déplacés à Ungoofaaru, avant d'être relogés sur l'île proche de Dhvuvaafaaru en 2008.